# 大藪站

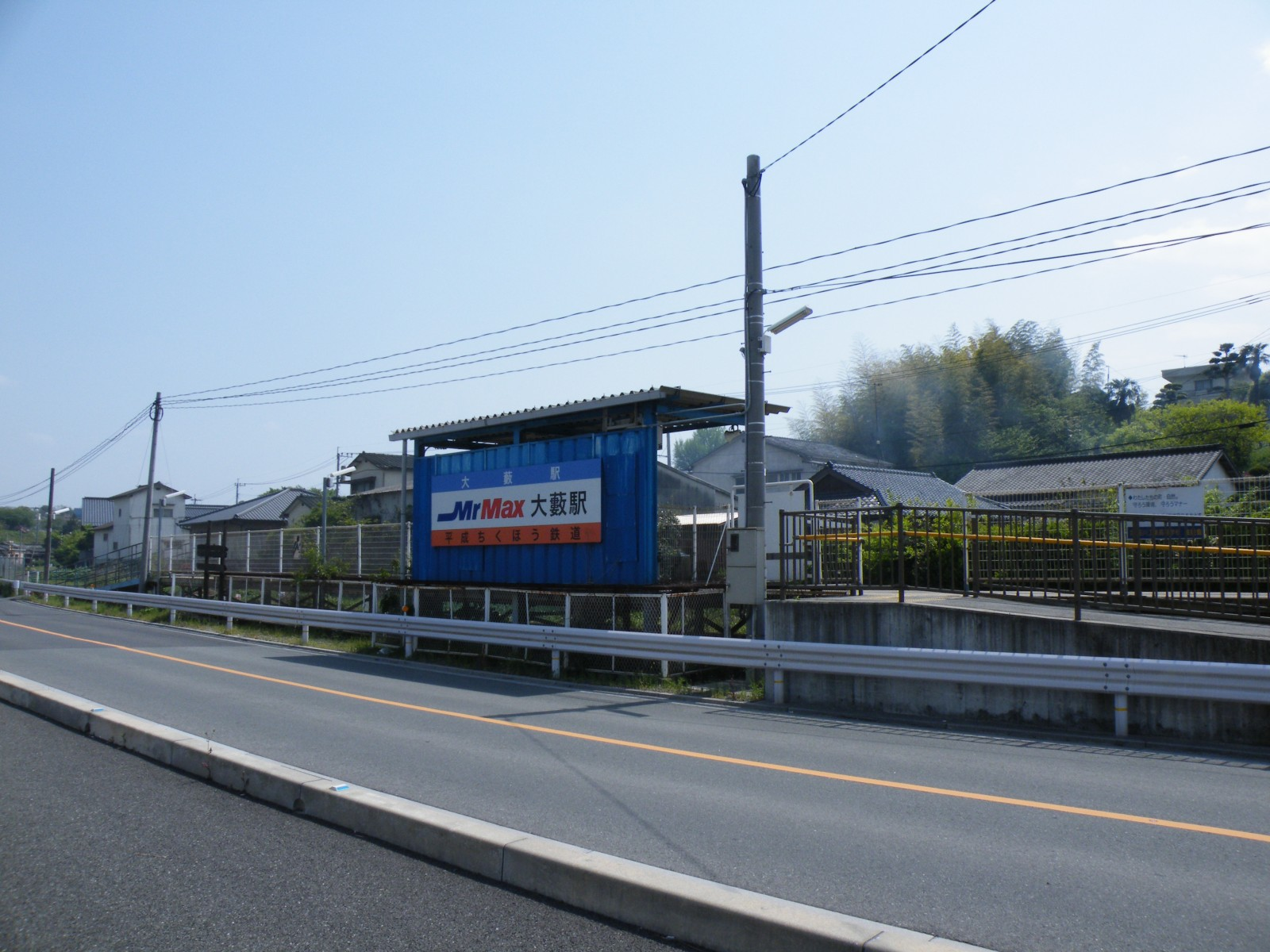
月台外側

大藪站（日语：／ Ōyabu eki */?）是位於福岡縣田川市大字川宮1457番2號，平成筑豐鐵道的糸田線車站。車站編號為HC54。
經營折扣店「MrMax」的MrMax控股株式會社取得此站的命名權。在2009年4月1日，此站愛稱為MrMax大藪站。

## 歷史
此站位置曾經設有貨運車站，該站的名稱也是大藪站'。
- 1897年（明治30年）10月20日 - 九州鐵道後藤寺站（現時為田川後藤寺站）至豐國站（已經廢止）之間開通，此貨物車站大藪站啟用。
- 1907年（明治40年）6月1日 - 九州鐵道（第一代）被國有化，成為帝國鐵道廳車站[1][2]。
- 1954年（昭和29年）4月1日 - 貨物車站廢止。
- 1990年（平成2年）10月1日 - 現時的車站啟用。
- 2009年（平成21年）4月1日 - 此站加設副站名（愛稱）。

## 車站構造
車站是一座地面車站，設有1面1線的單式月台。此站是無人車站。車站內沒有車站大樓，並行道路上設有車站出入口，出入口直接連接月台，兩處之間設有斜道。由於月台是建設在彎位上，因此列車停站時會稍為傾斜。

## 使用狀況
在2018年度的1日平均乘車人次為266人。
| 上落車人次變化 | 上落車人次變化 |
| 年度           | 1日平均人次    |
| -------------- | -------------- |
| 2008年         | 382            |
| 2009年         | 404            |
| 2010年         | 376            |
| 2011年         | 358            |
| 2012年         | 332            |
| 2013年         | 298            |
| 2014年         | 316            |
| 2015年         | 296            |
| 2016年         | 290            |
| 2017年         | 284            |
| 2018年         | 266            |

## 車站周邊
- 田川市立大藪小學
- 大藪郵局
- 大藪團地
- 田川地區銀齡人材中心（日语：シルバー人材センター）
- Sunlive（日语：サンリブ）田川店
- MrMax（日语：ミスターマックス）田川繞道店
- Lumiere田川店
- 福岡縣立田川科學技術高等學校（日语：福岡県立田川科学技術高等学校）
- Tirol-Choco（日语：チロルチョコ）的製造部門（松尾製菓株式會社）
- 蒂羅爾巧克力直銷店
- 中央零件中心 (售賣汽車用品)
- 田川市立圖書館
- 山田電機Teccland田川店
- 國道201號（日语：国道201号）
- 福岡縣道420號金田糸田田川線（日语：福岡県道420号金田糸田田川線）
- 福岡縣道457號川宮伊田線

## 相鄰車站
平成筑豐鐵道
■糸田線
糸田（HC53）－大藪（HC54）－田川後藤寺（HC55）

## 注腳
1. ↑  九州鉄道百年祭実行委員会・百年史編纂部会 (编).  初版. 九州旅客鉄道. 1988: 65 （日语）.
2. ↑  廣岡治哉 『近代日本交通史 明治維新から第二次大戦まで』 法政大學出版局，1987年4月15日。ISBN 978-4588600173
3. ↑  田川市 此年的事業與統計 （運輸、通信） 平成筑豐鐵道上落車人次

## 外部連結
- 大藪站 （页面存档备份，存于）（日語）（平成筑豐鐵道沿線情報網站）